# Бранчилионе (Бергамо)
Бранчилионе је насеље у Италији у округу Бергамо, региону Ломбардија.
Према процени из 2011. у насељу је живело 467 становника. Насеље се налази на надморској висини од 481 м.